# Lovas 1
Komet Lovas 1 (uradno ime je 93P/Lovas), je periodični komet z obhodno dobo okoli 9,2 let.
 Pripada Jupitrovi družini kometov .

## Odkritje
Komet je odkril madžarski astronom Miklós Lovas 5. decembra 1980 na Observatoriju Konkoly na Madžarskem .

## Lastnosti
Ob odkritju je Lovas ocenil magnitudo na 17.
Komet so opazovali in posneli tudi na Observatoriju Črni Vrh .